# PEC in het seizoen 1951/52
Het seizoen 1951/1952 was het 41e jaar in het bestaan van de Zwolse voetbalclub PEC. De club kwam uit in de Tweede Klasse Noord A.

## Wedstrijdstatistieken

### Tweede Klasse A
| Zwaagwesteinde                                               |                                                                       |               |                                                                                        |
|                                                              | PEC                                                                   | 3 – 0 (0 – 0) | VV Zwaagwesteinde                                                                      |
| 30 december 1951 Plaats: Zwolle Gemeentelijk Sportpark       | Gerrit Voges 58' Joop Schuman 83'                                     |               |                                                                                        |
|                                                              | VV Zwaagwesteinde                                                     | 2 – 2 (2 – 0) | PEC                                                                                    |
| 16 september 1951 Plaats: Zwaagwesteinde Sportpark De Wieken | Kl Prins 39' D Veenstra 42'                                           |               | Joop Schuman Henk van der Haar                                                         |
| Alcides                                                      |                                                                       |               |                                                                                        |
|                                                              | PEC                                                                   | 1 – 1 (0 – 0) | MVV Alcides                                                                            |
| 2 maart 1952 Plaats: Zwolle Gemeentelijk Sportpark           |                                                                       |               | Koning                                                                                 |
|                                                              | MVV Alcides                                                           | 1 – 4 (0 – 2) | PEC                                                                                    |
| 28 oktober 1951 Plaats: Meppel Sportpark Ezinge              | van Oosten                                                            |               | Gerit Voges (e.d.) Meppelink Jan Horst                                                 |
| VV Nicator                                                   |                                                                       |               |                                                                                        |
|                                                              | PEC                                                                   | 4 – 1 (2 – 1) | VV Nicator                                                                             |
| 6 januari 1952 Plaats: Zwolle Gemeentelijk Sportpark         | Jan Reiziger Gerrit Voges 75' Gerrit Voges 79'                        |               | 7' Dijkstra                                                                            |
|                                                              | VV Nicator                                                            | 1 – 2 (1 – 2) | PEC                                                                                    |
| 30 september 1951 Plaats: Leeuwarden Sportpark Kalverdijkje  | Hiemstra 30'                                                          |               | 15' Henk van der Haar 35' Henk van der Haar                                            |
| Zwartemeer                                                   |                                                                       |               |                                                                                        |
|                                                              | PEC                                                                   | 2 – 2 (2 – 0) | VV Zwartemeer                                                                          |
| 7 oktober 1951 Plaats: Zwolle Gemeentelijk Sportpark         | Louis Voges Dries Jans                                                |               | 86' Derk Hars 87' Geert Jacobs                                                         |
|                                                              | VV Zwartemeer                                                         | 5 – 2 (2 – 0) | PEC                                                                                    |
| 13 januari 1952 Plaats: Klazienaveen Sportpark De Planeet    | Geert Jacobs 18' Geert Jacobs 33' Geert Jacobs 53' Geert Jacobs Pruim |               | Gerrit Voges (pen) Cornelis Mulder                                                     |
| Emmen                                                        |                                                                       |               |                                                                                        |
|                                                              | PEC                                                                   | 5 – 1 (? – ?) | Emmen                                                                                  |
| 16 maart 1952 Plaats: Zwolle Gemeentelijk Sportpark          | Joop Schuman Jan Horst                                                |               | Wiggemans                                                                              |
| 2 september 1956 Plaats: Zwolle Oosterenkstadion             |                                                                       |               |                                                                                        |
|                                                              | Emmen                                                                 | 3 – 1 (1 – 1) | PEC                                                                                    |
| 18 november 1951 Plaats: Emmen Sportpark Emmen               | Drent Wittink Derks                                                   |               | Joop Schuman                                                                           |
| M.S.C.                                                       |                                                                       |               |                                                                                        |
|                                                              | PEC                                                                   | 3 – 3 (? – ?) | M.S.C.                                                                                 |
| 23 september 1951 Plaats: Zwolle Gemeentelijk Sportpark      |                                                                       |               |                                                                                        |
|                                                              | M.S.C.                                                                | 1 – 7 (1 – 4) | PEC                                                                                    |
| 23 december 1951 Plaats: Meppel Sportpark Ezinge             | Meppelink                                                             |               | Henk van der Haar Jan Horst Jan Reiziger Henk van der Haar Jan Horst Henk van der Haar |
| F.V.C.                                                       |                                                                       |               |                                                                                        |
|                                                              | PEC                                                                   | 3 – 1 (0 – 1) | FVC                                                                                    |
| 21 oktober 1951 Plaats: Zwolle Gemeentelijk Sportpark        |                                                                       |               | Jan Horst (pen) Cornelis Mulder Joop Schuman                                           |
|                                                              | FVC                                                                   | 1 – 1 (0 – 1) | PEC                                                                                    |
| 14 april 1952 Plaats: Leeuwarden Sportcomplex Wiarda         | Bralts 65'                                                            |               | 20' Jan Reiziger                                                                       |
| L.S.C.                                                       |                                                                       |               |                                                                                        |
|                                                              | PEC                                                                   | 3 – 2 (3 – 0) | L.S.C.                                                                                 |
| 4 november 1951 Plaats: Zwolle Gemeentelijk Sportpark        | Jan Horst Joop Schuman                                                |               | Bartstra Menger                                                                        |
|                                                              | L.S.C.                                                                | 0 – 2 (0 – 0) | PEC                                                                                    |
| 9 maart 1952 Plaats: Sneek Sportpark Leeuwarderweg           |                                                                       |               | 47' (pen) Cornelis Mulder 61' Gerrit Voges                                             |
| Friesland                                                    |                                                                       |               |                                                                                        |
|                                                              | PEC                                                                   | 5 – 0 (3 – 0) | Friesland                                                                              |
| 2 december 1951 Plaats: Zwolle Gemeentelijk Sportpark        | Joop Schuman Henk van der Haar 60' Jan Horst 82'                      |               |                                                                                        |
|                                                              | Friesland                                                             | 1 – 2 (1 – 1) | PEC                                                                                    |
| 30 maart 1952 Plaats: Leeuwarden Sportpark Nylân             | Pander                                                                |               | Gerrit Voges of Jan Horst Joop Schuman                                                 |
| Houtighage                                                   |                                                                       |               |                                                                                        |
|                                                              | PEC                                                                   | 6 – 5 (4 – 1) | SV Houtigehage                                                                         |
| 3 februari 1952 Plaats: Zwolle Gemeentelijk Sportpark        | Jan Horst Joop Schuman Jan Horst Joop Schuman Cornelis Mulder         |               | Brouwer Nijboer                                                                        |
|                                                              | SV Houtigehage                                                        | 1 – 3 (0 – 1) | PEC                                                                                    |
| 14 oktober 1951 Plaats: Houtigehage Sportpark Duinoord       | de Boer                                                               |               | 8' Joop Schuman Gerrit Voges (pen) Joop Schuman                                        |
| H.Z.C.                                                       |                                                                       |               |                                                                                        |
|                                                              | PEC                                                                   | 8 – 1 (? – ?) | HZC                                                                                    |
| 9 september 1951 Plaats: Zwolle Gemeentelijk Sportpark       |                                                                       |               |                                                                                        |
|                                                              | HZC                                                                   | 0 – 3 (0 – 2) | PEC                                                                                    |
| 24 februari 1952 Plaats: Harlingen Sportpark H.Z.C.          |                                                                       |               | 30' Joop Schuman Gerrit Voges Joop Schuman                                             |

### Promotie/degradatie
| Heracles                                                         |                                                       |               |                                                          |
|                                                                  | PEC                                                   | 1 – 3 (1 – 1) | AVC Heracles                                             |
| 4 mei 1952 Plaats: Zwolle Gemeentelijk Sportpark                 | Cornelis Mulder 1'                                    |               | 43' (pen) Ab Dekker 65' Jan Kamphuis 86' Peter Stephan   |
|                                                                  | AVC Heracles                                          | 5 – 4 (3 – 2) | PEC                                                      |
| 2 juni 1952 Plaats: Almelo Gemeentelijk Sportpark Bornsestraat   | Willie Mos Gerrit Pezij Willie Mos Frans van der Veen |               | Joop Schuman Henk van der Haar Joop Schuman Jan Reiziger |
| Hoogezand                                                        |                                                       |               |                                                          |
|                                                                  | PEC                                                   | 2 – 2 (1 – 0) | VV Hoogezand                                             |
| 18 mei 1952 Plaats: Zwolle Gemeentelijk Sportpark                | Joop Schuman 35' Dries Jans 53'                       |               | 50' Hekert 68' Struik                                    |
|                                                                  | VV Hoogezand                                          | 3 – 4 (1 – 4) | PEC                                                      |
| 27 april 1952 Plaats: Hoogezand-Sappemeer Sportpark De Kalkwijck | Struik 15' Koster 51' Werkema 55'                     |               | 27' Joop Schuman Jan Horst (pen) Cornelis Mulder         |

## Selectie en technische staf

### Selectie 1951/52
| Nat.               | Naam              | Competitie | Competitie | Beker | Beker | Totaal | Totaal | Seizoen | Vorige club  |
| Nat.               | Naam              | W          |            | W     |       | W      |        | Seizoen | Vorige club  |
| ------------------ | ----------------- | ---------- | ---------- | ----- | ----- | ------ | ------ | ------- | ------------ |
| Vlag van Nederland | Nico Laan         | –          | –          | –     | –     | –      | –      | –       | Onbekend     |
| Vlag van Nederland | Wim Burgers       | –          | –          | –     | –     | –      | –      | –       | Onbekend     |
| Vlag van Nederland | Bennie Nijboer    | –          | –          | –     | –     | –      | –      | –       | Onbekend     |
| Vlag van Nederland | Dries Jans        | –          | –          | –     | –     | –      | –      | 4e      | VCS Den Haag |
| Vlag van Nederland | Jan Horst         | –          | –          | –     | –     | –      | –      | –       | Onbekend     |
| Vlag van Nederland | Gerrit Voges      | –          | –          | –     | –     | –      | –      | 2e      | Jeugd        |
| Vlag van Nederland | Joop Schuman      | –          | –          | –     | –     | –      | –      | 3e      | Jeugd        |
| Vlag van Nederland | Cornelis Mulder   | –          | –          | –     | –     | –      | –      | –       | Onbekend     |
| Vlag van Nederland | Stephan           | –          | –          | –     | –     | –      | –      | –       | Onbekend     |
| Vlag van Nederland | Henk Zoomers      | –          | –          | –     | –     | –      | –      | –       | Onbekend     |
| Vlag van Nederland | Dorus Schotman    | –          | –          | –     | –     | –      | –      | –       | Onbekend     |
| Vlag van Nederland | Jan Tielbaard     | –          | –          | –     | –     | –      | –      | –       | Onbekend     |
| Vlag van Nederland | Johan Drost       | –          | –          | –     | –     | –      | –      | –       | Onbekend     |
| Vlag van Nederland | Jan Reiziger      | –          | –          | –     | –     | –      | –      | –       | Onbekend     |
| Vlag van Nederland | Henk van der Haar | –          | –          | –     | –     | –      | –      | –       | Onbekend     |
| Nat.               | Naam              | W          |            | W     |       | W      |        | Seizoen | Vorige club  |
| Nat.               | Naam              | Competitie | Competitie | Beker | Beker | Totaal | Totaal | Seizoen | Vorige club  |

### Technische staf
| Naam        | Functie      |
| ----------- | ------------ |
| Jan de Roos | Hoofdtrainer |

## Statistieken PEC 1951/1952

### Eindstand PEC in de Nederlandse Tweede Klasse 1951 / 1952
| Stand | Gespeeld | Gewonnen | Gelijk | Verloren | Punten | Doelpunten voor | Doelpunten tegen |
| ----- | -------- | -------- | ------ | -------- | ------ | --------------- | ---------------- |
| 1e    | 22       | 15       | 5      | 2        | 32     | 66              | 33               |

### Punten per tegenstander
|       | Zwaagwesteinde | Alcides | VV Nicator | Zwartemeer | Emmen | M.S.C. | F.V.C. | L.S.C. | Friesland | Houtighage | H.Z.C. |
| ----- | -------------- | ------- | ---------- | ---------- | ----- | ------ | ------ | ------ | --------- | ---------- | ------ |
| Thuis | 2              | 1       | 2          | 1          | 2     | 1      | 2      | 2      | 2         | 2          | 2      |
| Uit   | 1              | 2       | 2          | 0          | 0     | 2      | 2      | 1      | 2         | 2          | 2      |

### Doelpunten per tegenstander
|       | Zwaagwesteinde | Alcides | VV Nicator | Zwartemeer | Emmen | M.S.C. | F.V.C. | L.S.C. | Friesland | Houtighage | H.Z.C. | Totaal |
| ----- | -------------- | ------- | ---------- | ---------- | ----- | ------ | ------ | ------ | --------- | ---------- | ------ | ------ |
| Thuis | 3              | 1       | 4          | 2          | 5     | 3      | 3      | 3      | 5         | 6          | 8      | 43     |
| Uit   | 2              | 4       | 2          | 2          | 1     | 7      | 1      | 2      | 2         | 3          | 3      | 29     |
|       |                |         |            |            |       |        |        |        |           |            |        | 72     |